# Campanha presidencial de Silvio Santos em 1989
A candidatura à presidência do apresentador brasileiro Silvio Santos foi oficializada no dia 31 de outubro de 1989 pelo Partido Municipalista Brasileiro, após uma reunião com seu candidato a vice Marcondes Gadelha e outros senadores do partido. No encontro, o candidato Armando Corrêa concordou em ser substituído por Silvio, que já era conhecido na televisão brasileira e havia se candidatado à prefeitura de São Paulo no ano anterior. Antes da reunião, Silvio também tentou se candidatar pelo Partido da Frente Liberal e pelo Partido Liberal. 
O anúncio de sua candidatura teve grande repercussão e foi criticada por diversos candidatos, aparecendo em jornais internacionais. Pesquisas eleitorais mostravam Silvio superando o candidato que até então estava na liderança, Fernando Collor. A partir de então, surgiram pedidos de impugnação da candidatura, bem como pedidos demandando a cassação do partido de Silvio. No dia 9 de novembro de 1989, por unanimidade, o Tribunal Superior Eleitoral considerou o partido ilegal e a candidatura de Silvio foi considerada inválida.
Collor acabou por ser o ganhador da eleição de 1989. Silvio se candidatou à prefeitura de São Paulo em 1992, mas o partido também foi considerado ilegal. Em 2005, o apresentador foi procurado para uma nova tentativa de candidatura à presidência, mas ele rejeitou. Gadelha escreveu sobre a candidatura no livro Sonho sequestrado: Silvio Santos e a campanha presidencial de 1989 (2020), onde defende que a cassação do PMB foi uma conspiração política.

## Antecedentes e primeiras tentativas

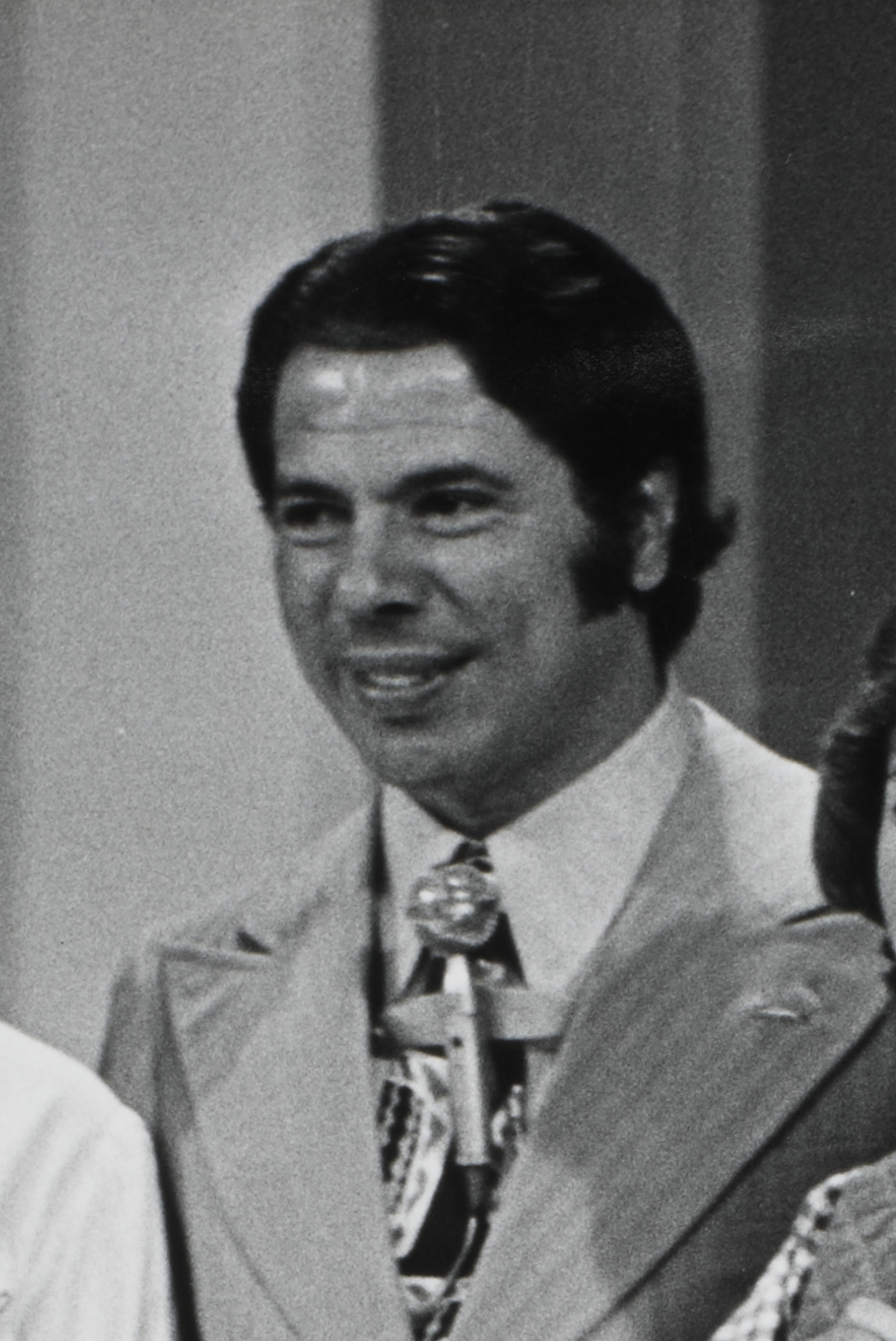
Silvio Santos em 1972

Senor Abravanel, que adotou o nome artístico Silvio Santos, era "um dos maiores nomes da história da TV brasileira". Segundo Marcondes Gadelha, que se tornaria candidato a vice do apresentador, a eleição presidencial no Brasil em 1989, a primeira realizada diretamente desde 1960, necessitava de "um polo de centro, alguém com força popular", pois estava muito polarizada. No ano anterior, Silvio havia declarado: "Não quero ser político e não vou apontar ninguém para presidente da República". Apesar disso, ele se candidatou à prefeitura de São Paulo no mesmo ano e chegou a aparecer em primeiro lugar numa pesquisa eleitoral, mas acabou tendo um baixo resultado, com Luiza Erundina sendo eleita.

Por diversas vezes, a Presidência chegou às minhas mãos, e eu sempre disse não, preferindo continuar na minha profissão. [...] Eu nunca disse que não aceitava. Agora, alguma coisa faz com que eu participe da política.

—Silvio Santos em entrevista na televisão, 22 de outubro de 1989.
Gadelha foi convidado pelo senador Edison Lobão, do Partido da Frente Liberal (PFL), em meados de outubro de 1989, a comparecer em seu gabinete. Lá, também estava presente Hugo Napoleão, presidente do partido. Eles comentaram que Aureliano Chaves, candidato à presidência pelo partido, estava com números muito baixos nas pesquisas eleitorais, cogitando-se então colocar Silvio em seu lugar. Aureliano recebeu a informação no dia 18, inicialmente sem afastar essa hipótese. No dia 22 de outubro de 1989, o apresentador discursou por uma hora no Sistema Brasileiro de Televisão (SBT) sobre a possível candidatura, dizendo que a decisão estava nas mãos de Aureliano. No entanto, ele acabou por rejeitar a ideia e se manteve como candidato. Gadelha disse que a candidatura não foi possível pelo PFL devido a "inconfidências" e "vazamento à imprensa".
Silvio também tentou se candidatar pelo Partido Liberal (PL), substituindo Guilherme Afif Domingos, mas este declarou que aceitaria Silvio apenas como vice. Mesmo assim, Silvio continuou a afirmar que disputaria a eleição. Ao Jornal do Brasil, em 29 de outubro, sobre o pouco tempo restante para o primeiro turno (17 dias; ocorreria em 15 de novembro), ele disse: "Um nome como o meu não necessita de apoio ou tempo para ganhar eleição. O público me conhece".

## Candidatura

### Reunião

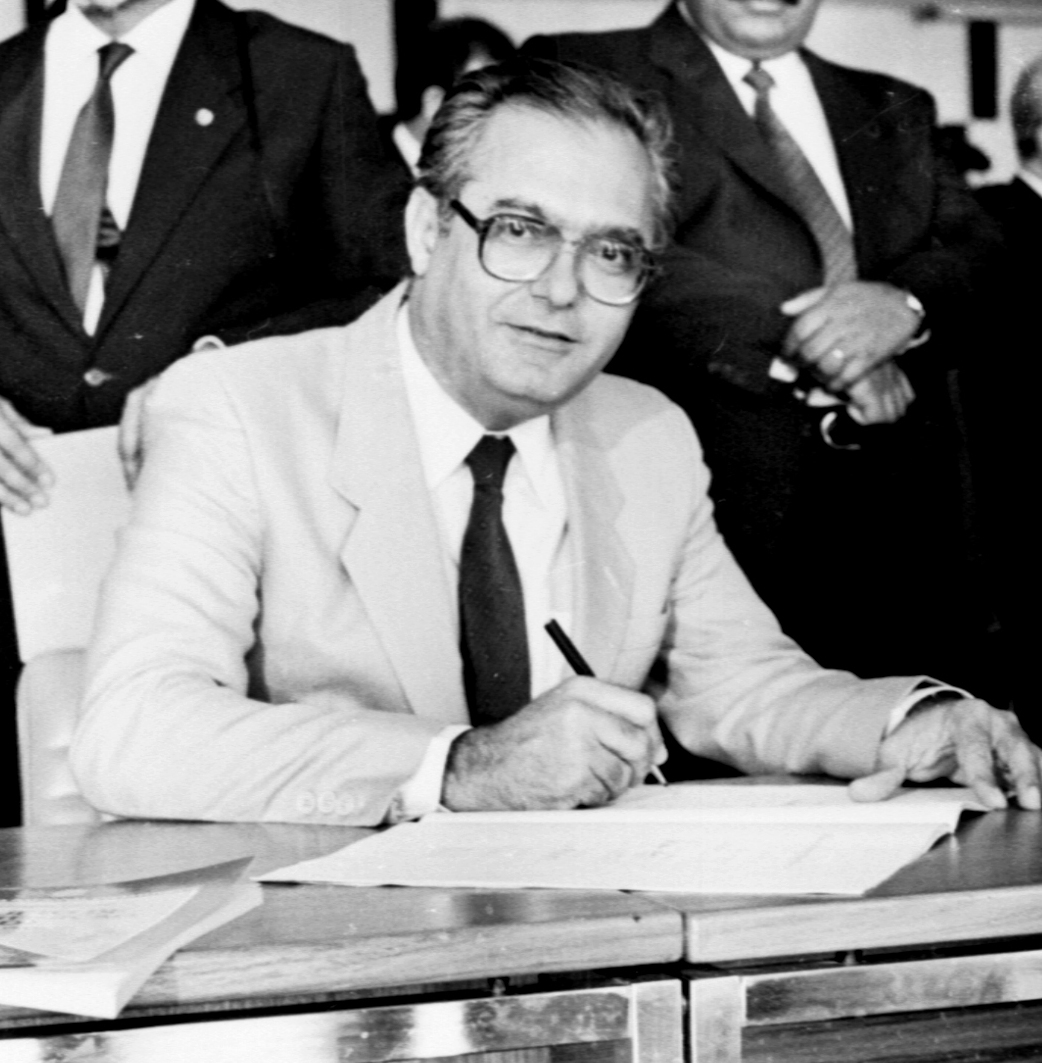
Marcondes Gadelha em 1988

No dia 30 de outubro de 1989, a sete dias do prazo final para formalizar sua candidatura, em um apartamento da Academia de Tênis de Brasília, Silvio, Armando Corrêa, e os senadores Marcondes Gadelha, Edison Lobão e Hugo Napoleão fizeram uma reunião, que começara por volta da meia-noite, sobre a candidatura do apresentador. Corrêa, que era candidato pelo Partido Municipalista Brasileiro (PMB), concordou ali com a substituição de sua candidatura com a de Silvio, mas disse que ainda era necessário contatar suas "bases". Segundo Gadelha, aquele seria um momento pra ser "desleal" com a imprensa e evitá-la a todo custo, já que muitos estavam contra a candidatura de Silvio, e também para evitar o vazamento de informações, como ocorreu na tentativa de candidatura pelo PFL. Eliane Cantanhêde, do Estado de S. Paulo, também esperava no local, representando um "sinal de alerta".
Gadelha pediu para que o senador Francisco Benjamim distraísse Catanhêde, para que Silvio e Gadelha pudessem descer as escadas e ir para seu carro, evitando abordagens. Ao sair com ele, Gadelha deparou-se com Tereza Cardoso, do Jornal do Brasil, além de outros jornalistas com equipamentos de filmagem, mas acelerou em alta velocidade, escapando do local. Pegou um atalho com a casa do ministro João Alves Filho, que estava com os dois portões abertos, e foi para a casa de seu amigo de infância Manoel Gonçalves de Abrantes, onde Gadelha e Silvio conversaram sobre a candidatura. Lá, Silvio comentou para Gadelha que o pouco tempo restante para a eleição — quinze dias — não seria impeditivo, já que ele conhecia "o povo", e que não queria discutir planos de governo, mas sim o governo em si.
Silvio disse que já havia um rumo concreto para o governo e seria "cercado por homens de bem", que pudessem operar com "honestidade, sensatez e justiça". Os temas principais seriam saúde, educação e habitação, pois estavam ligados "à formação de um capital humano eficiente", que ajudaria a desenvolver o país. Sobre a economia, ele disse que gostaria de "liquidar a inflação"; Gadelha comentou que esse foi um dos fatores principais da candidatura do apresentador. Sua história de vida, indo de um pequeno vendedor a dono da segunda maior rede de televisão do país, também foi utilizada.

### Repercussão
Ainda na casa de Manoel, simpatizantes e telefonemas começaram a chegar. Lá, um "grupo razoavelmente caudaloso" foi formado e foram para o Senado para o ato público de filiação ao PMB. Ali, segundo Gadelha, "o tumulto já havia se estabelecido". A candidatura de Silvio, com Gadelha como vice, foi oficializada no dia 31 de outubro, com direito a propagandas diárias de cinco minutos em rádio e televisão. Naquele dia, a candidatura era "de longe o fato mais importante de todo o cenário político nacional", e também apareceu em jornais internacionais, como o The New York Times.
Com esse anúncio, o impacto na disputa eleitoral foi "notável e imediato" e causou "intensa polêmica", confrontando posições políticas tanto de direita quanto de esquerda. Temia-se, de um lado, que o fato tirasse votos do candidato Fernando Collor, aumentando as possibilidades de Leonel Brizola ou Luiz Inácio Lula da Silva chegarem ao segundo turno. De outro lado, a esquerda temia que as pressões sobre o julgamento do Tribunal Superior Eleitoral (TSE) pudessem constituir uma manobra antidemocrática, possibilitando o surgimento de fraudes nas eleições. Diversos candidatos foram contra a candidatura de Silvio, com alguns criticando o presidente José Sarney por possibilitá-la.
A primeira pesquisa eleitoral com Silvio, feita pela Gallup e publicada em 2 de novembro, "prejudica[va] todos os concorrentes", como notado pelo Estado de S. Paulo. Sem Silvio, Collor estava na liderança, com 27,5%; com Silvio, Collor foi para o segundo lugar com 18,6%, e Silvio ficou com 29%. O apresentador também foi convidado para o último debate do primeiro turno, a ocorrer em 5 de novembro na televisão. No entanto, ao contrário do que foi anunciado pelo PMB, o candidato a vice original de Corrêa, o deputado estadual Agostinho Linhares, negou que tivesse concordado em renunciar; ele comentou que gostaria de ser o vice de Silvio. Mais tarde, acabaria por renunciar.

### Propaganda eleitoral
Um dos problemas da candidatura foi o fato de que, na época, votava-se em uma cédula de papel feita pelo TSE, que eram feitas com antecedência. Isso significava que a cédula mostrava o nome de Corrêa com o número 26, apesar de substituído por Silvio. A tarefa seria mostrar que, votando-se em Corrêa, na verdade votava-se em Silvio. O horário eleitoral gratuito foi a única maneira de divulgar esta informação. Além de se montar um jingle, entre sua exibição mostraria-se Silvio explicando a situação da votação na cédula. As propagandas foram gravadas no estúdio do SBT em duas horas, formada por oito programas. As propagandas começaram a ser veiculadas na televisão e na rádio no dia 2 de novembro.
No início da noite de 3 de novembro, no entanto, com base em representação do Partido Democrático Trabalhista (PDT), o TSE suspendeu as propagandas do PMB por citar um candidato que não estava oficialmente inscrito (que, no caso, seria Corrêa). Propagandas de outros partidos que citaram Silvio Santos também foram suspensas. No dia seguinte, o Estado de S. Paulo mencionou que Célio Silva, do Partido da Reconstrução Nacional (PRN), mesmo que o do candidato Collor, pediria, no dia 6, a extinção do PMB ao TSE.

### Tentativa de defesa e anulação

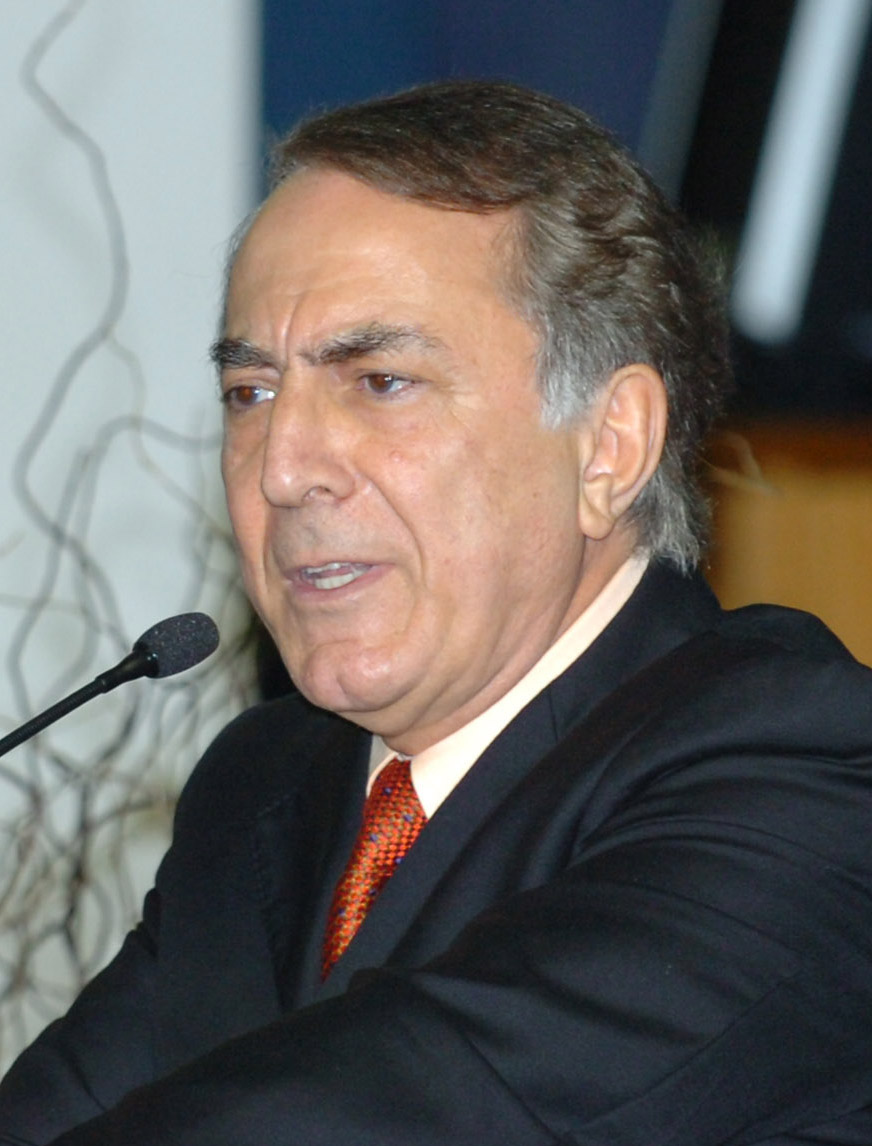
Francisco Rezek em 2006

No dia 4 de novembro, foi feito o pedido do registro da candidatura de Silvio Santos e, à tarde, marcada uma visita dos candidatos ao ministro Francisco Rezek, presidente do TSE. No entanto, com o surgimento de pedidos de impugnação, foi chamado para a defesa Oscar Dias Corrêa, por indicação do filho do próprio. O ministro, inicialmente, aceitou a ideia, mas disse que era um "advogado caro". Porém, após conseguirem o dinheiro, Oscar acabou não aceitando o caso, mas sugeriu Pedro Gordilho. Gordilho também rejeitou e sugeriu a procura de Xavier de Albuquerque, que também declinou. Este, por sua vez, sugeriu Rafael Mayer, que acabou dizendo a mesma coisa.
Vários fatores consideraram a candidatura ou o partido como inválidos. Aristides Junqueira, da Procuradoria-Geral Eleitoral, embasou seu parecer na Lei Complementar nº 5/70, que considerava inelegíveis os candidatos a presidente e vice-presidente da República que tivessem exercido, nos seis meses anteriores ao pleito, cargo ou função de direção, administração ou representação em empresas concessionárias ou permissionárias de serviço público ou sujeitas a seu controle. Segundo Gadelha, isso não era verdadeiro, pois Silvio não participava de cargos administrativos do SBT desde 1988. Além disso, Eduardo Cunha, da "tropa de choque" de Collor, fez um pedido de impugnação notando que o partido precisava ter feito convenções regionais em pelo menos nove estados, enquanto o PMB havia feito em apenas quatro.
A sessão do TSE que impugnaria a candidatura ocorreu em 9 de novembro. Emissoras abertas tentaram transmiti-la ao vivo, mas não foram autorizadas. A sessão "não muito longa" declarou extintos os efeitos do registro provisório do PMB, o que constituiu óbice à candidatura pretendida. O argumento da Procuradoria-Geral Eleitoral também foi considerado, e Silvio foi considerado dirigente de uma rede televisiva de alcance nacional e, portanto, inelegível. De forma unânime, por sete votos a zero, o PMB foi considerado ilegal e a candidatura de Silvio foi invalidada.

## Legado
Pesquisas da época mostravam cerca de 30% de aprovação a Silvio. No entanto, com o indeferimento do pedido de registro dos candidatos do PMB, a disputa retornou ao patamar anterior, com a liderança de Fernando Collor, também com 30%, seguido por Lula e Brizola, ambos com cerca de 15%. O ganhador do primeiro turno foi Collor, com 30,47% dos votos, seguido por Lula, com 17,18%. Corrêa teve 0,01% dos votos. Collor ganhou o segundo turno com 53,03%, e Lula teve 46,97%.
Gadelha escreveu sobre a candidatura no livro Sonho sequestrado: Silvio Santos e a campanha presidencial de 1989, publicado em 24 de setembro de 2020. Nele, o autor defende que houve uma "engenhosa e implacável conspiração" para impedir a candidatura de Silvio, pois temeria-se que Silvio seria "imbatível nas urnas". Ele declarou que o apresentador poderia "salvar o Brasil" da crise política instaurada com a vitória de Collor: "Ele teria sido revolucionário no governo". Após a candidatura falhada, Silvio se candidatou à prefeitura de São Paulo em 1992, mas o partido também foi considerado ilegal. Gadelha declarou que, em 2005, procurou o apresentador para tentar fazê-lo se candidatar à presidência novamente, mas Silvio negou, respondendo: "Venha ao meu hotel no Guarujá. Falamos de tudo no mundo. Mas política nunca mais".